# Oligostachyum hupehense
Oligostachyum hupehense är en gräsart som först beskrevs av J.L.Lu, och fick sitt nu gällande namn av Zheng Ping Wang och Guang Han Ye. Oligostachyum hupehense ingår i släktet Oligostachyum och familjen gräs. Inga underarter finns listade i Catalogue of Life.